# Frankenstrat

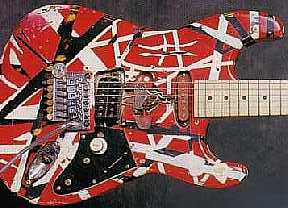
A guitarra de Eddie Van Halen "Frankenstrat"

Frankenstrat é a famosa guitarra criada e tocada por Eddie Van Halen, guitarrista da banda Van Halen. Eddie queria ter uma Fender Stratocaster  que tivesse a sonoridade de uma Gibson, e após comprar uma Stratocaster implementou o captador de uma Gibson Flying V, além de um novo braço em madeira de ácer e uma alavanca Floyd Rose. Primeiro Eddie pintou listras pretas na guitarra branca, em 1972. Em 1974 Eddie percebeu que havia muitas guitarras com pinturas parecidas, então pensou: "vou melhorar essa pintura, farei diferente." Teve, então, a ideia de pintá-la inteira de vermelho, o que a deixou com listras brancas e pretas. 
Uma cópia da Frankenstrat está no National Museum of American History, parte do Smithsonian Institution em Washington, D.C.